# 正义堂
正义堂，位于江西省上饶市婺源县（旧属安徽省徽州府）大鄣山乡程村。
正义堂已列为婺源县文物保护单位。